# Sybra bipartita
Sybra bipartita là một loài bọ cánh cứng trong họ Cerambycidae.